# Парк имени Шкулёва
Парк имени Шкулёва — парк в районе Текстильщики города Москвы, площадью 22,3 га.
В парке расположен Дворец творчества детей и молодёжи имени А. П. Гайдара.

## Название
Парк получил название из-за близко проходящей улицы Шкулёва — ранее известной как Молитвенная улица до 1930 года, а затем 4-я улица Текстильщиков, переименованная в 1978 году в честь Филиппа Степановича Шкулёва. Его родная дочь жила на прилегающей к парку имени Шкулёва улице Шкулёва. Сам Шкулёв — уроженец соседней деревни Печатники, сын бедной крестьянки, жил и работал на фабрике в районе Текстильщики, где находится парк, в последствии он стал известным поэтом.

## География
Расположен в районе «Текстильщики», Юго-восточного округа города Москвы у правого берега Люблинского пруда, реки Чурилихи, и ограничен улицами Шкулёва, Краснодонской и Люблинской.

## История
В начале XIX века на территории парка имени Шкулёва находился пейзажный парк. В XX веке парк представлял собой зону отдыха, вокруг которой располагались городские огороды. Tерритория была частью парка усадьбы Люблино Н. А. Дурасова, впоследствии выделена из него и названа парком имени Шкулёва. Нынешний парк создан в период в 1995—1996 гг, после завершения строительства Люблинско-Дмитровской линии Московского метро.
Согласно постановлению Правительства Москвы от 16.09.2020 № 1541-ПП "Об особо охраняемой природной территории регионального значения «Природно-исторический парк „Кузьминки-Люблино“ и памятниках природы, расположенных в её границах», парк имени Шкулёва входит в состав природно-исторического парка «Кузьминки-Люблино» и является его неотъемлемой частью.

### Реконструкция
В 2012 году объявлена реконструкция парка. Полная и качественная реконструкция парка началась в 2012: обустроена площадка для выгула собак, реконструированы дороги и тропинки в верхней части парка, установлены более 20 беседок. Реконструкция проходила под руководством префекта Юго-Восточного административного округа города Москвы В. Б. Зотова до 2013 года. В плане на 2012 год было так же обустройство катка.
В 2013 году реконструированы и проложены дороги и тропинки, построены водопровод и канализация, лестница, детские и спортивные площадки, а также цветники и улучшен газон; добавлены детские и спортивные площадки, пункт проката, каток и другие развлечения.
В 2016 году в парке имени Шкулева появилась «Ветеранская беседка». Парк претерпел частичное обновление в период 2016—2017 гг: в 2016 году открыто новое место для проведения массовых мероприятий; в 2017 году очищен Люблинский пруд, а окружающая территория приведена в порядок, также построена ледяная горка и проложена лыжня. В 2019 году в парке открыто кафе и каток с искусственным льдом.
В 2022 году полностью отремонтированы пешеходные дорожки и велодорожки, и парк стал признанным местом отдыха жителей Москвы.

### События
В 2015 году в парке начали проходить фитнес-зарядки для жителей района.
В декабре 2015 года парк Шкулёва в Текстильщиках принял москвичей на «Новогодний калейдоскоп».
В 2016 году в парке впервые в Москве прошел общегородской национальный белорусский праздник Купалье.
3 мая 2017 года в парке прошел праздничный концерт для ветеранов.
4 июня 2017 года в парке состоялся Первый детский легкоатлетический забег.
29 апреля 2018 года в парке произошёл первый в России забег-плоггинг.
В 2021 году состоялся фестиваль по скандинавской ходьбе.
В 2022 году в парке замечена дикая лиса.
В июне 2022 года МЧС Москвы по ЮВАО провело рейд на водных объектах парка.
В 2022 году парк принял участников массового захода по скандинавской ходьбе.
В 2023 году в парке Шкулёва для школьников провели «Весёлые старты».

## Интересные объекты
В парке находится Детский сад «Горница-Узорница».
В центре парка, прилегая к улице Шкулёва, расположен Дворец творчества детей и молодёжи имени А. П. Гайдара. На его территории установлена скульптура А. П. Гайдара с детьми.
Парк окружает с южной стороны ГБУЗ ГКБ им. В. П. Демихова.
В парке находится лыжная трасса № 98.
На берегу Люблинского пруда есть пляж (по состоянию на 2023 год — купание запрещено). В 2023 году пляж в парке имени Шкулёва был включён в список самых красивых пляжей Москвы.

## Транспорт
Парк находится на станции метро «Волжская».
Остановка МЦД 2 — «Печатники».
Парк доступен на автобусах:
со стороны улицы Люблинской улицы — остановка «МЦД Печатники» — 54, 350, 560, м77,
со стороны улицы Шкулева — остановка «МЦД Печатники» — 228, Вч, с4,
со стороны улицы Краснодонская — остановка «Метро Волжская» — 228, 312, 530, 551, 658, 713, н5 (ночной), т74 и маршрутка 872к.

## Галерея

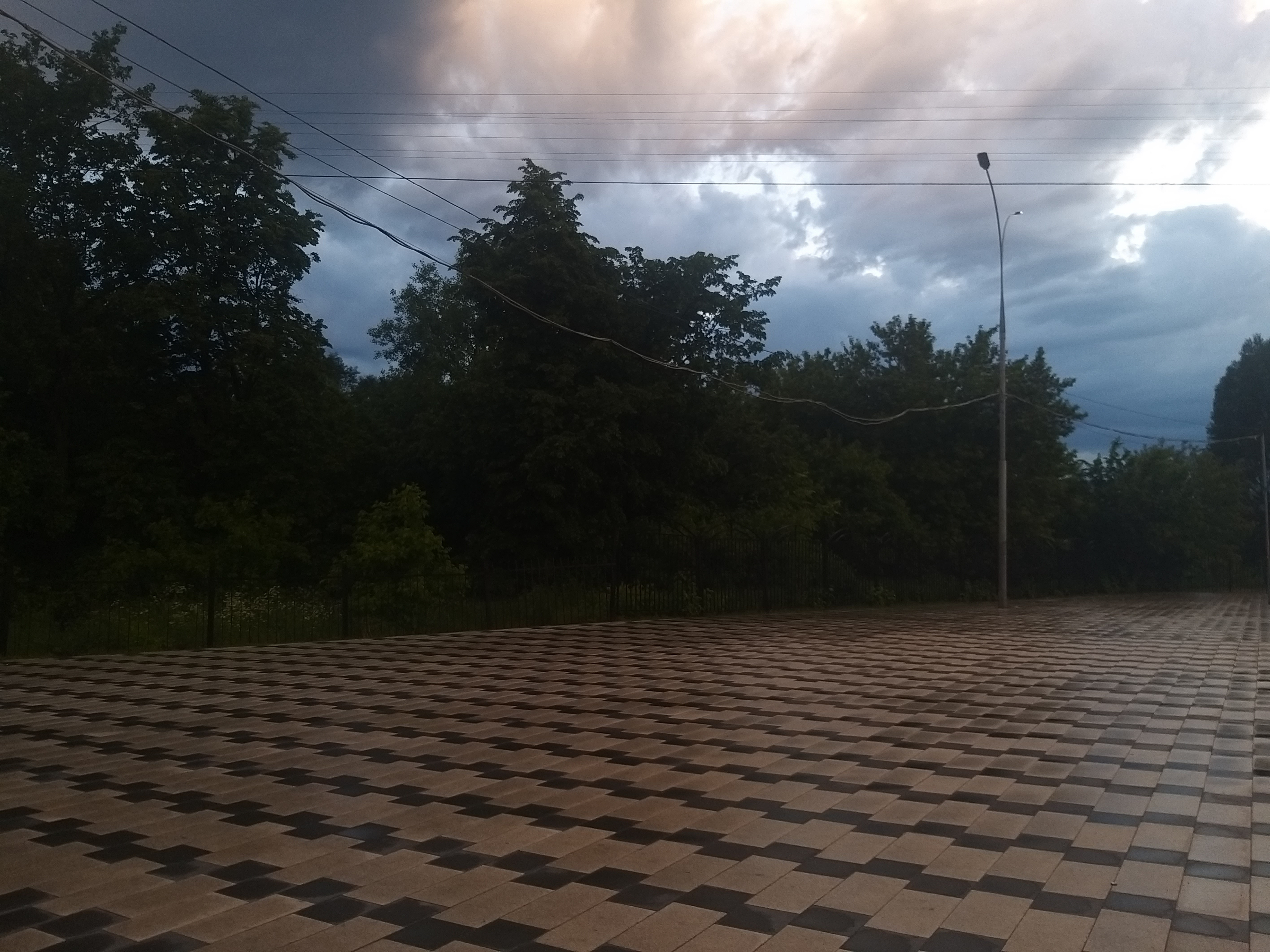
Вход с ул. Краснодонская
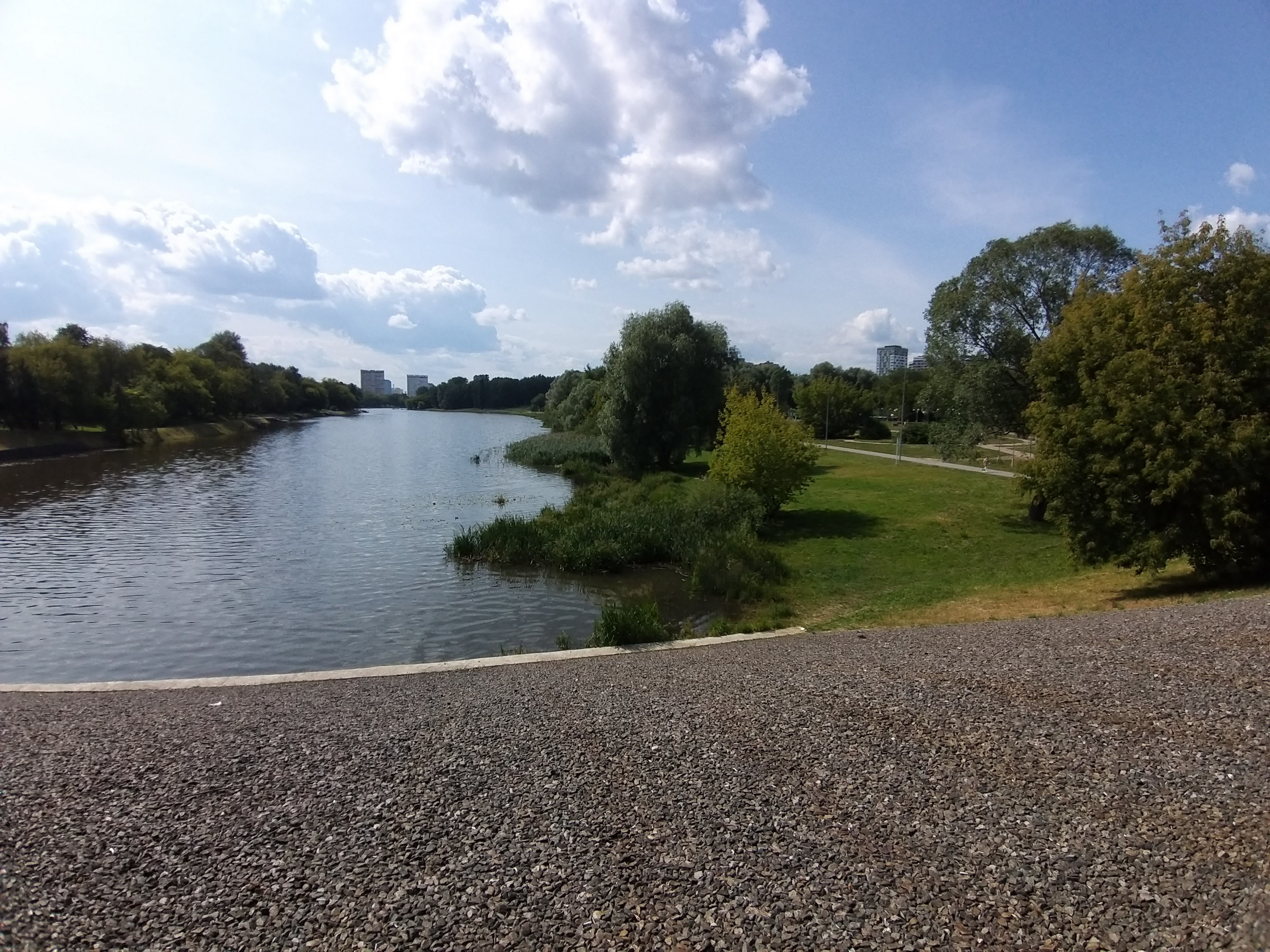
Вид со стороны ул. Краснодонская
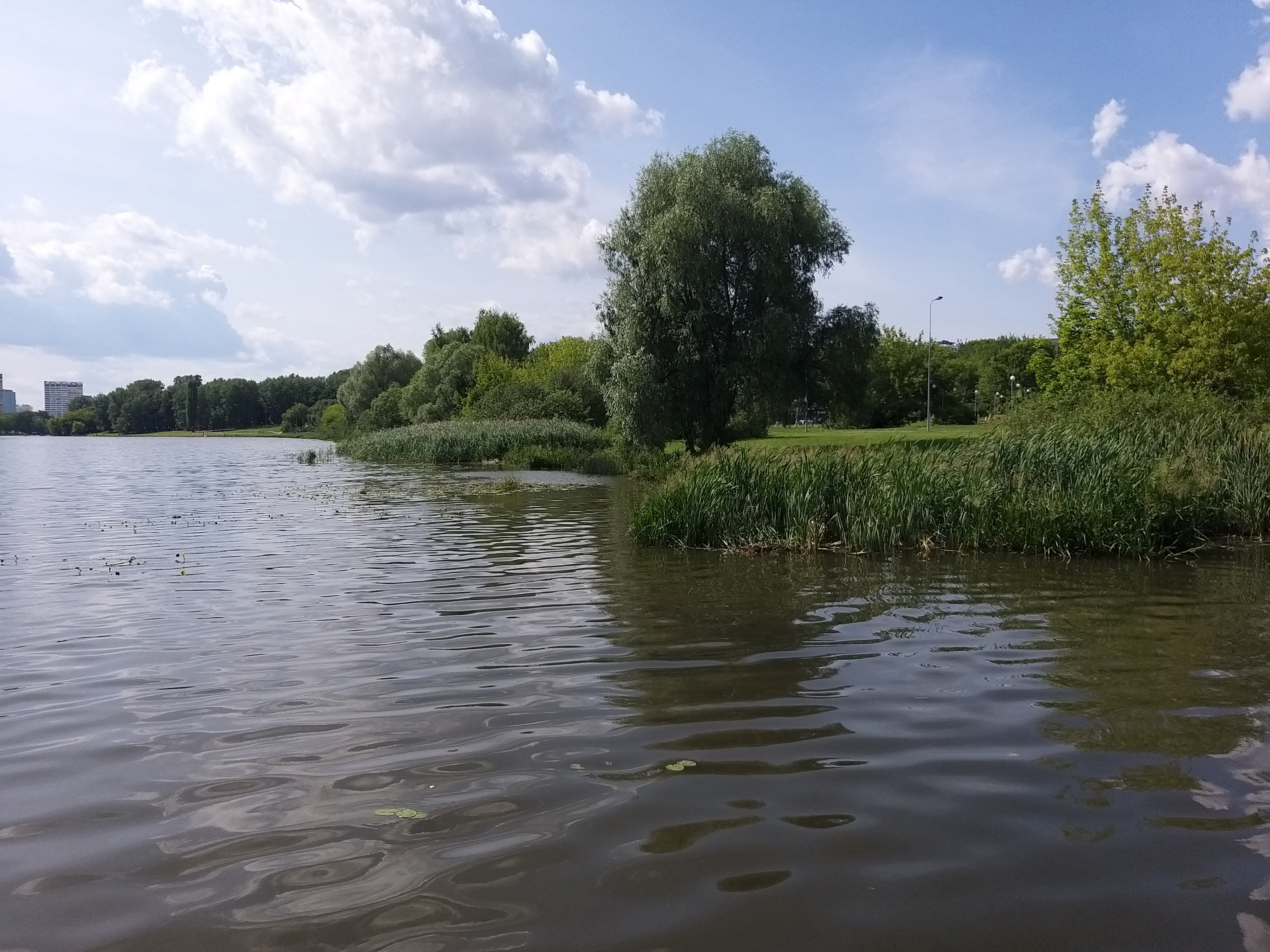
Вид со стороны Люблинского пруда
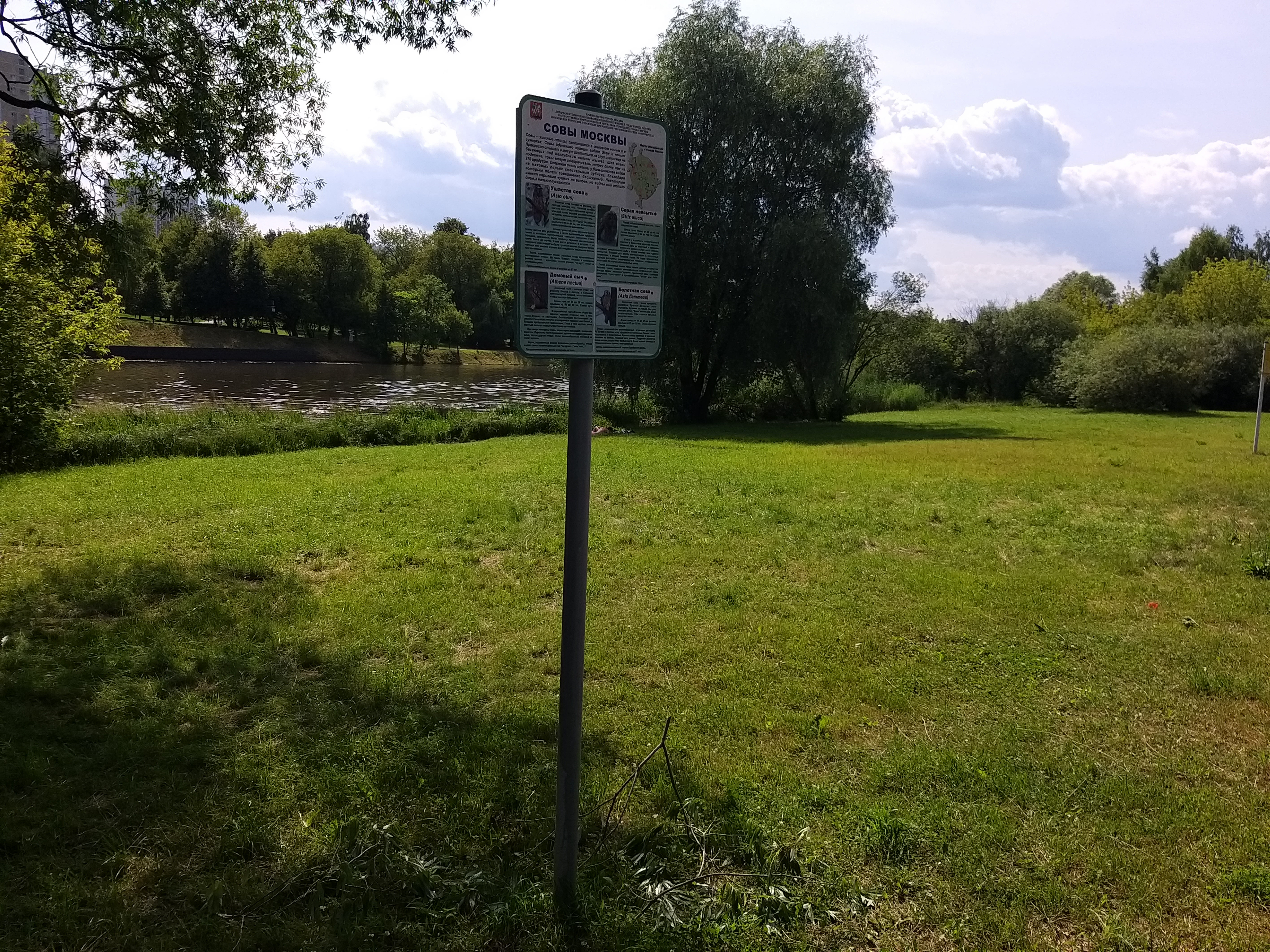
Указатели о флоре и фауне
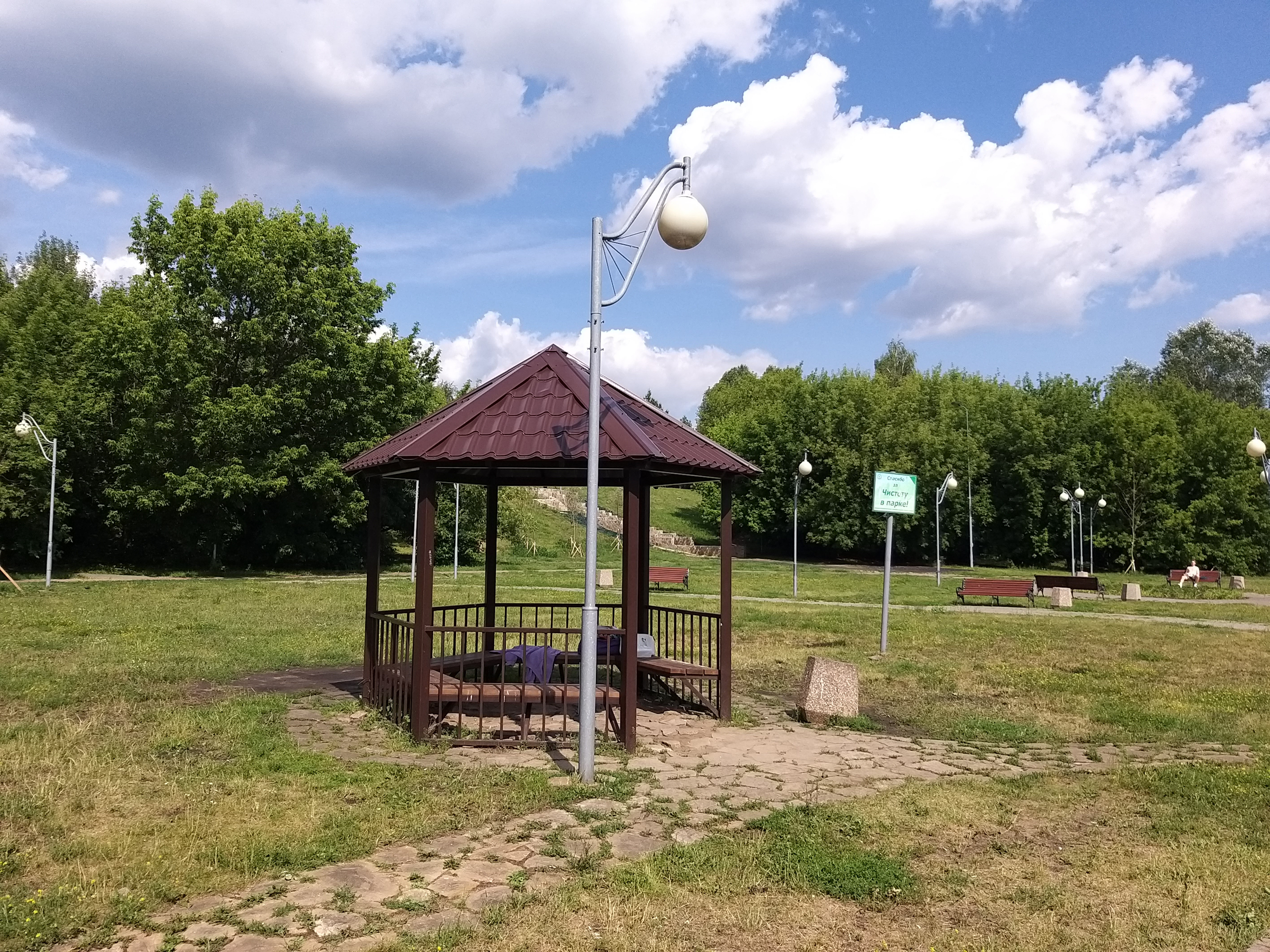
Беседка
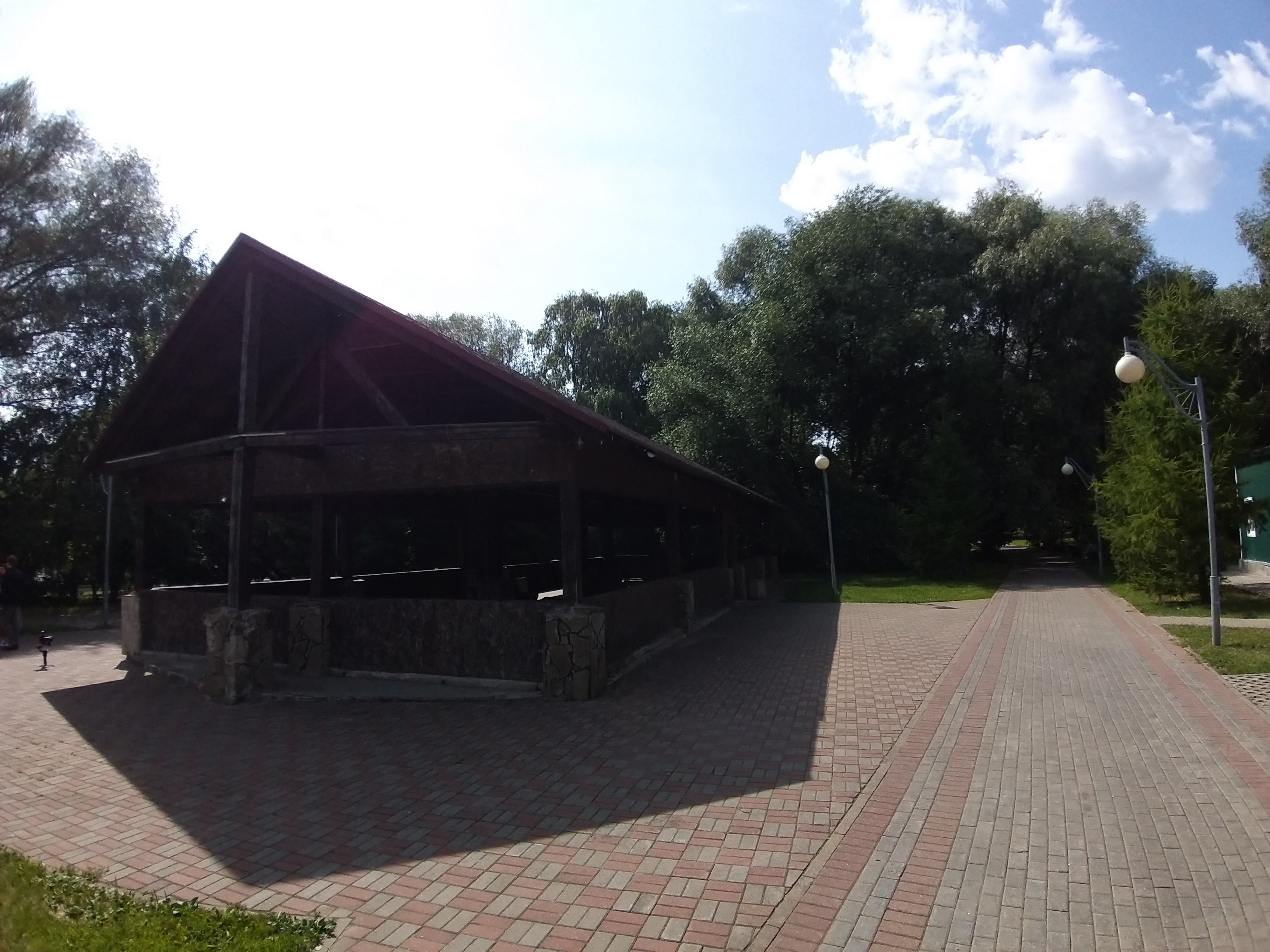
Веранда
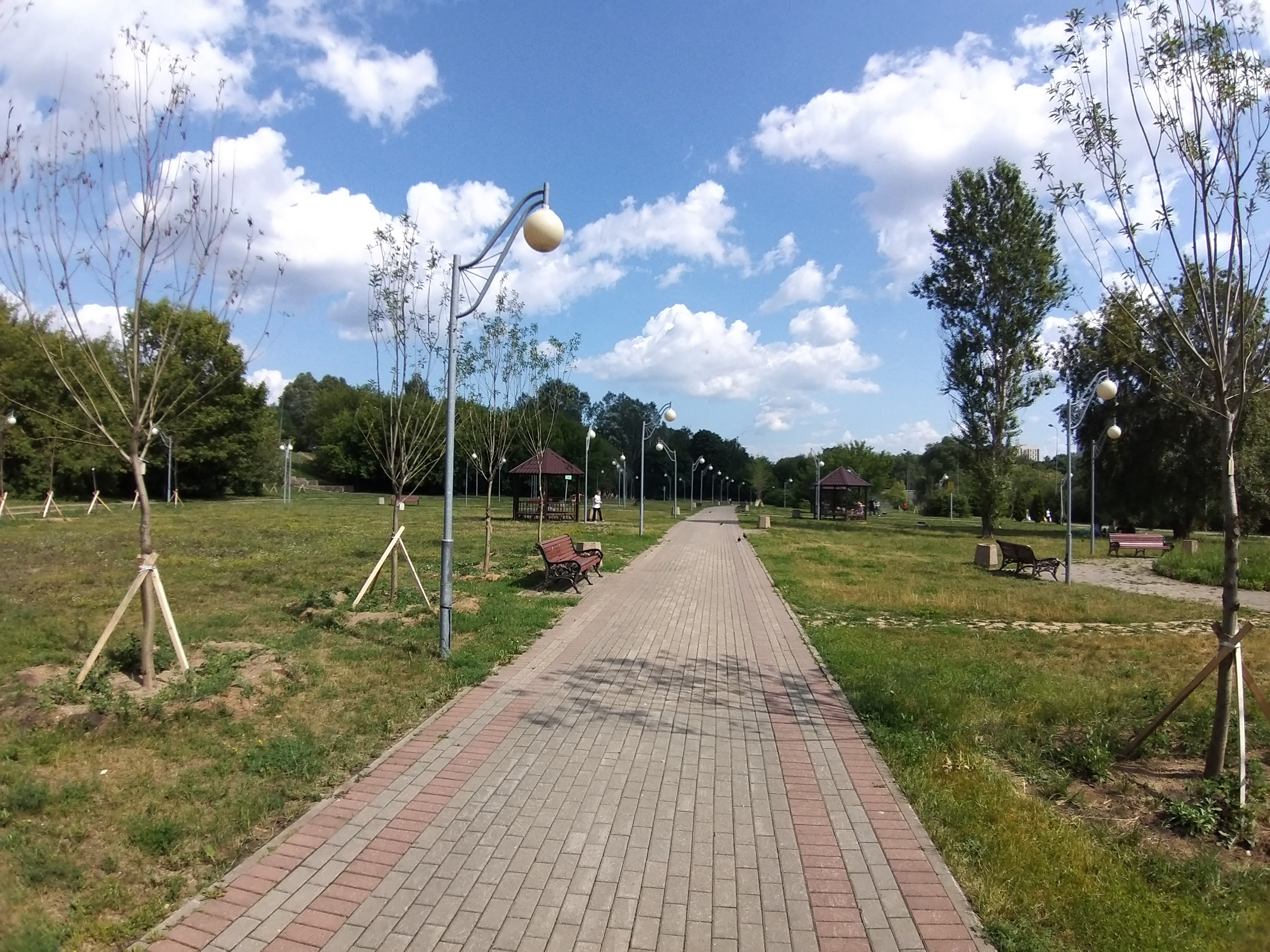
Дорожки со скамейками и беседками
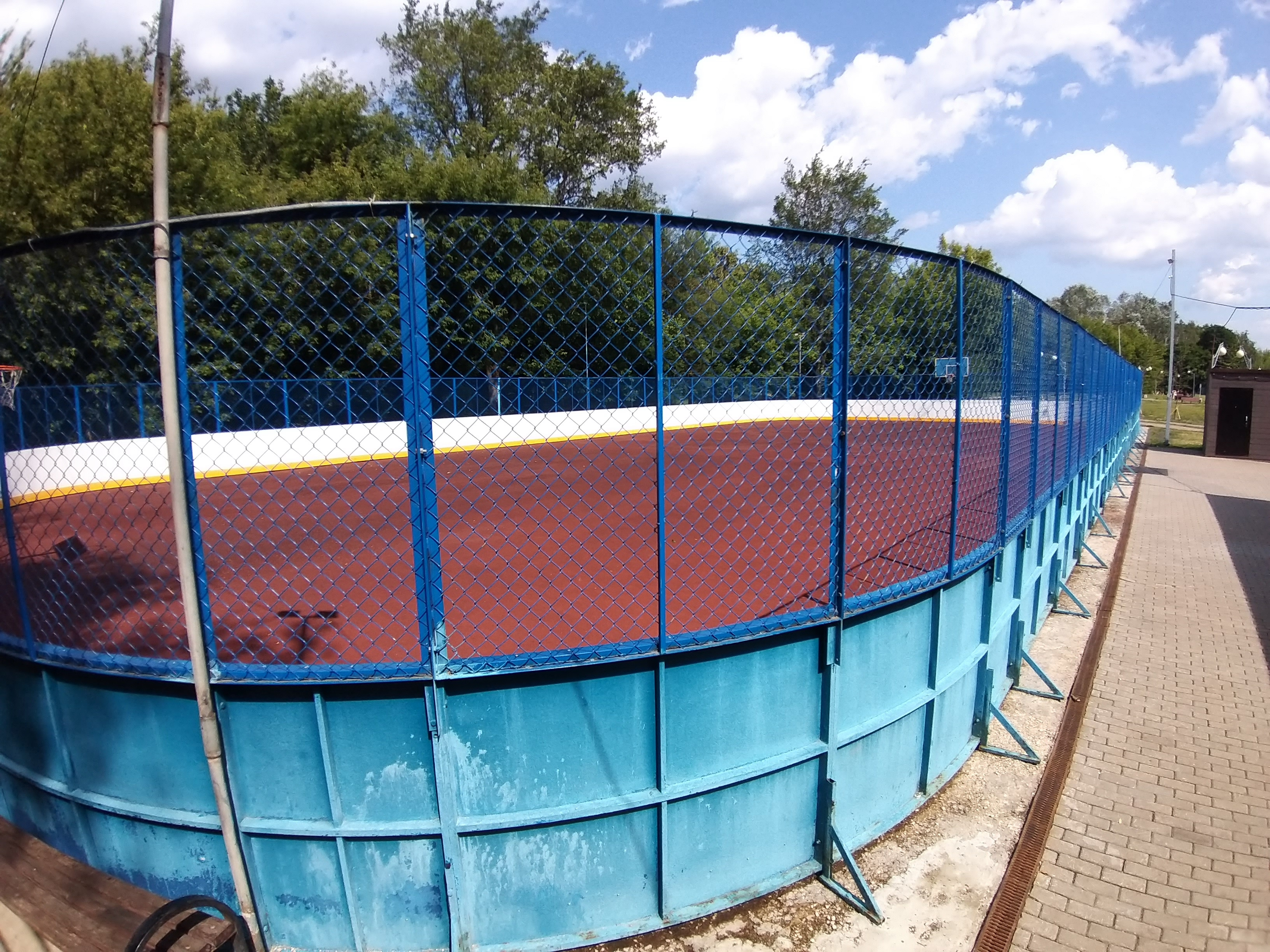
Каток и спортивная площадка
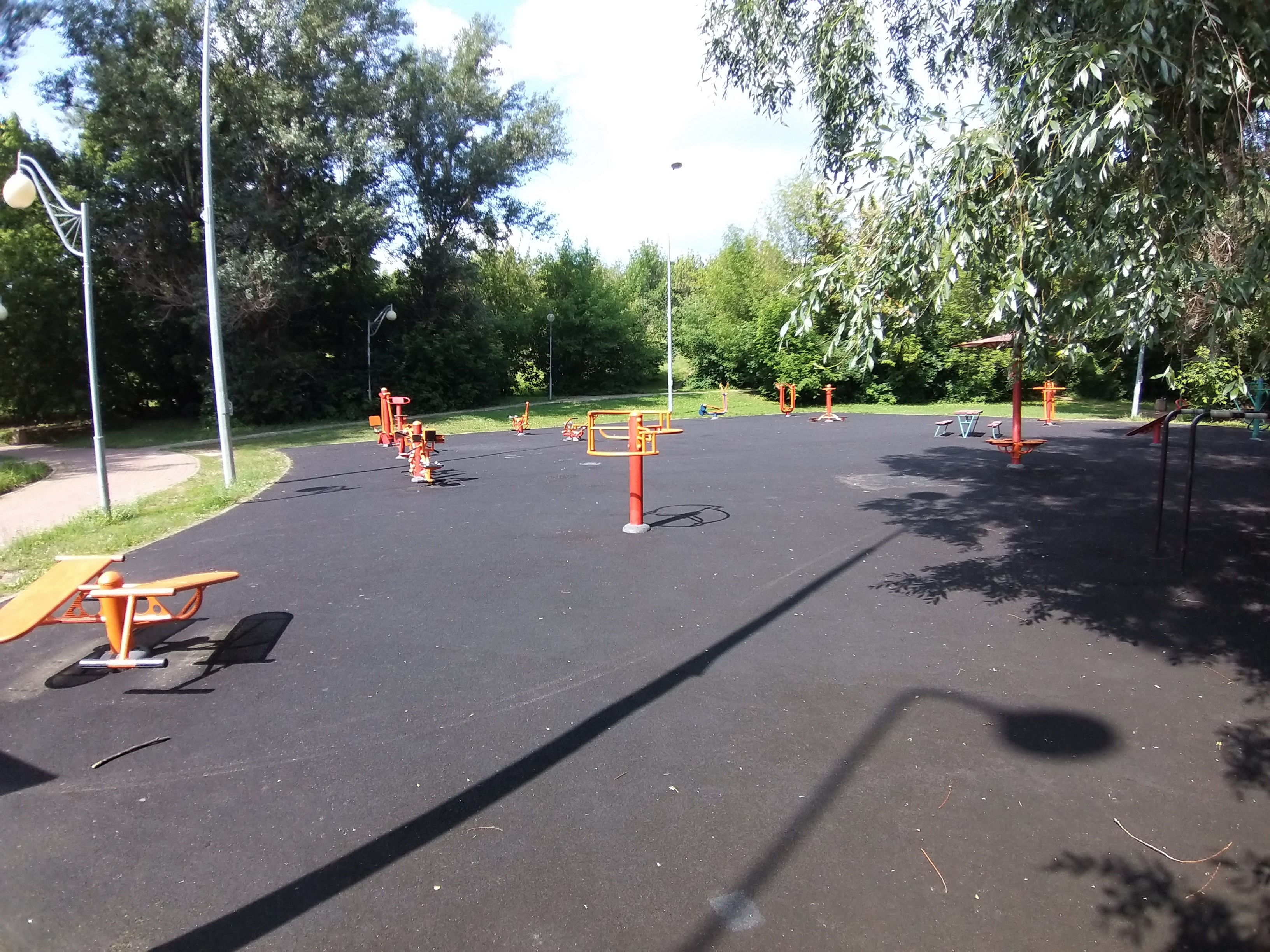
Воркаут
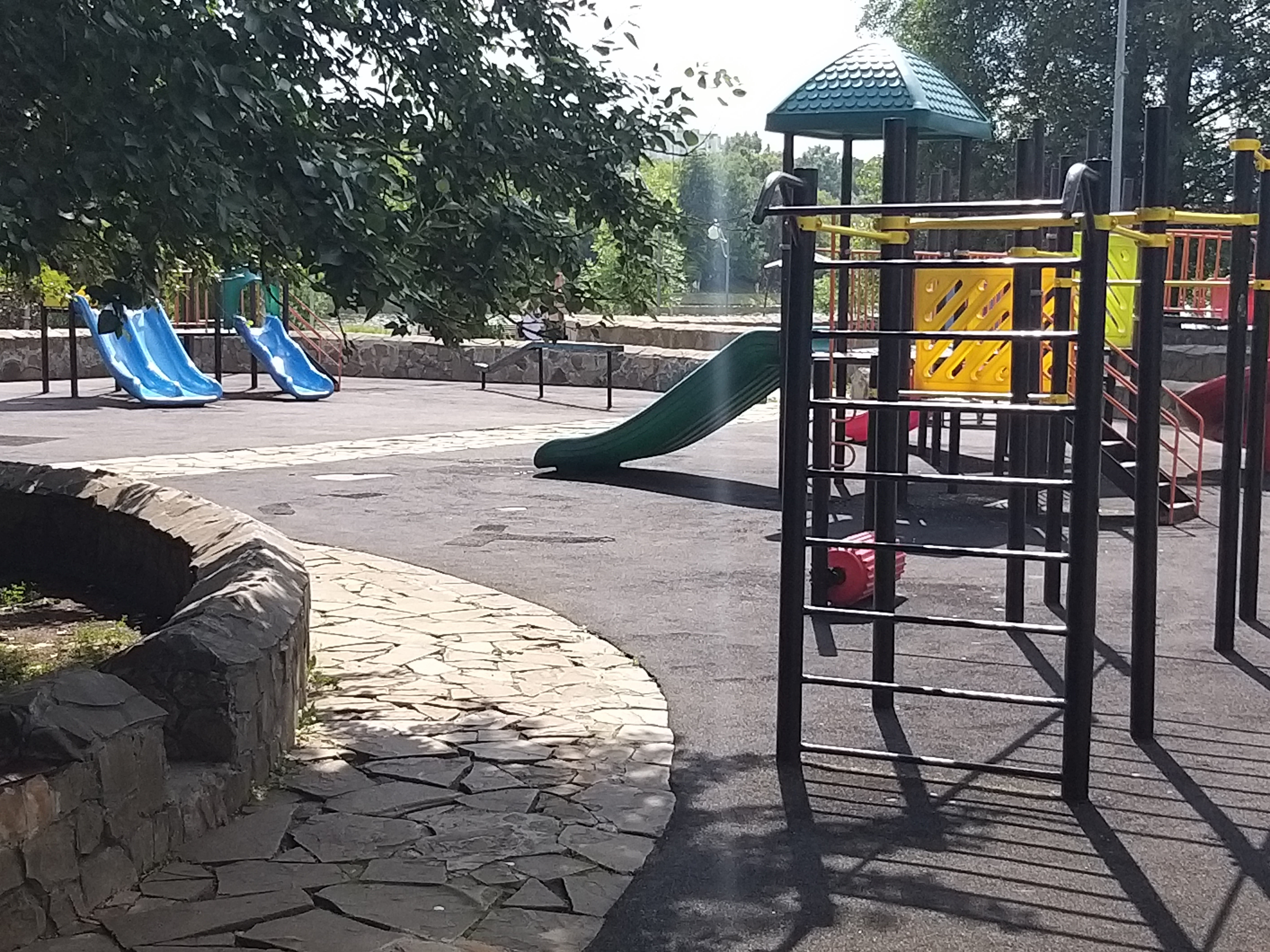
Детская площадка
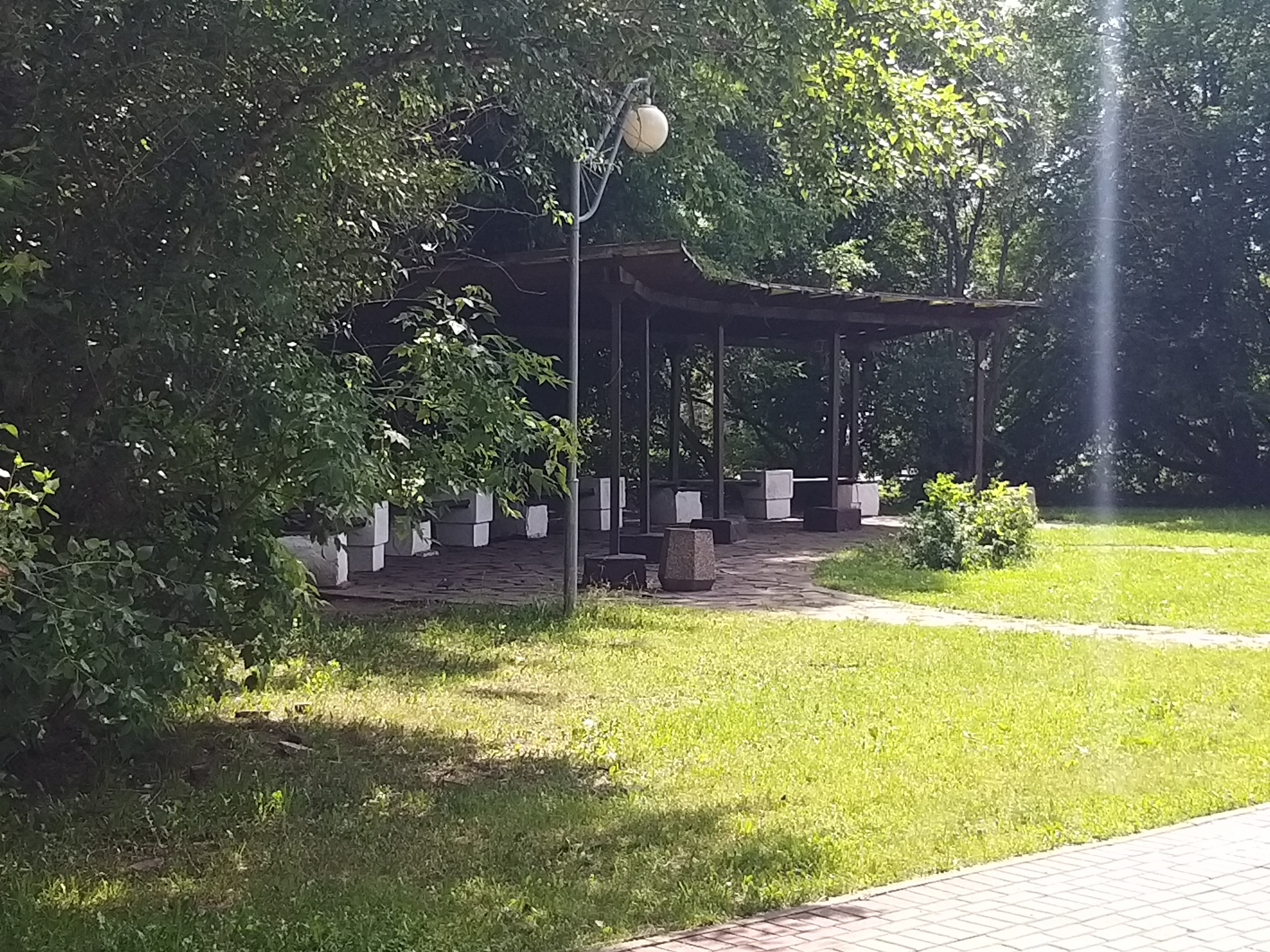
Веранда
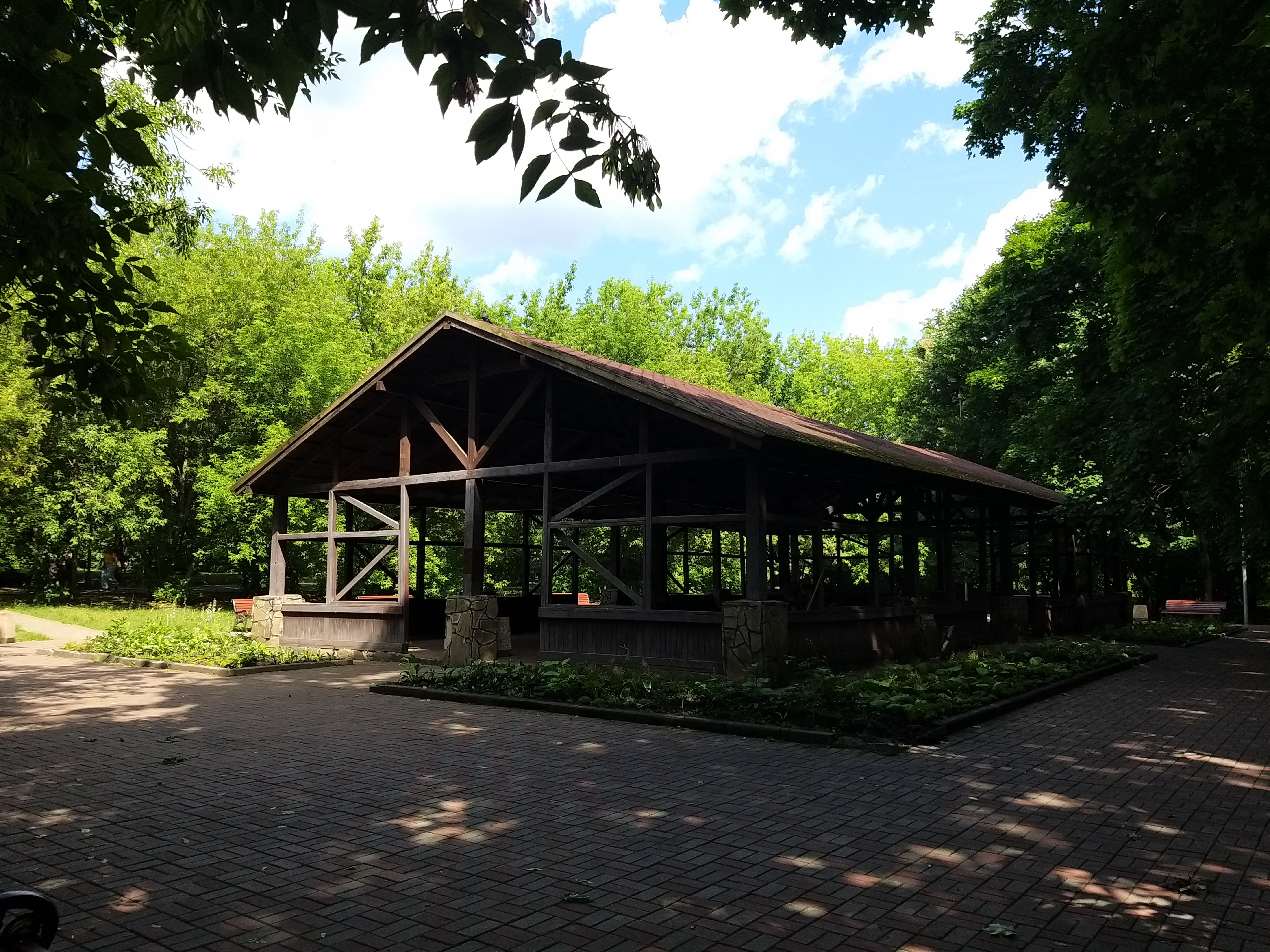
Павильон
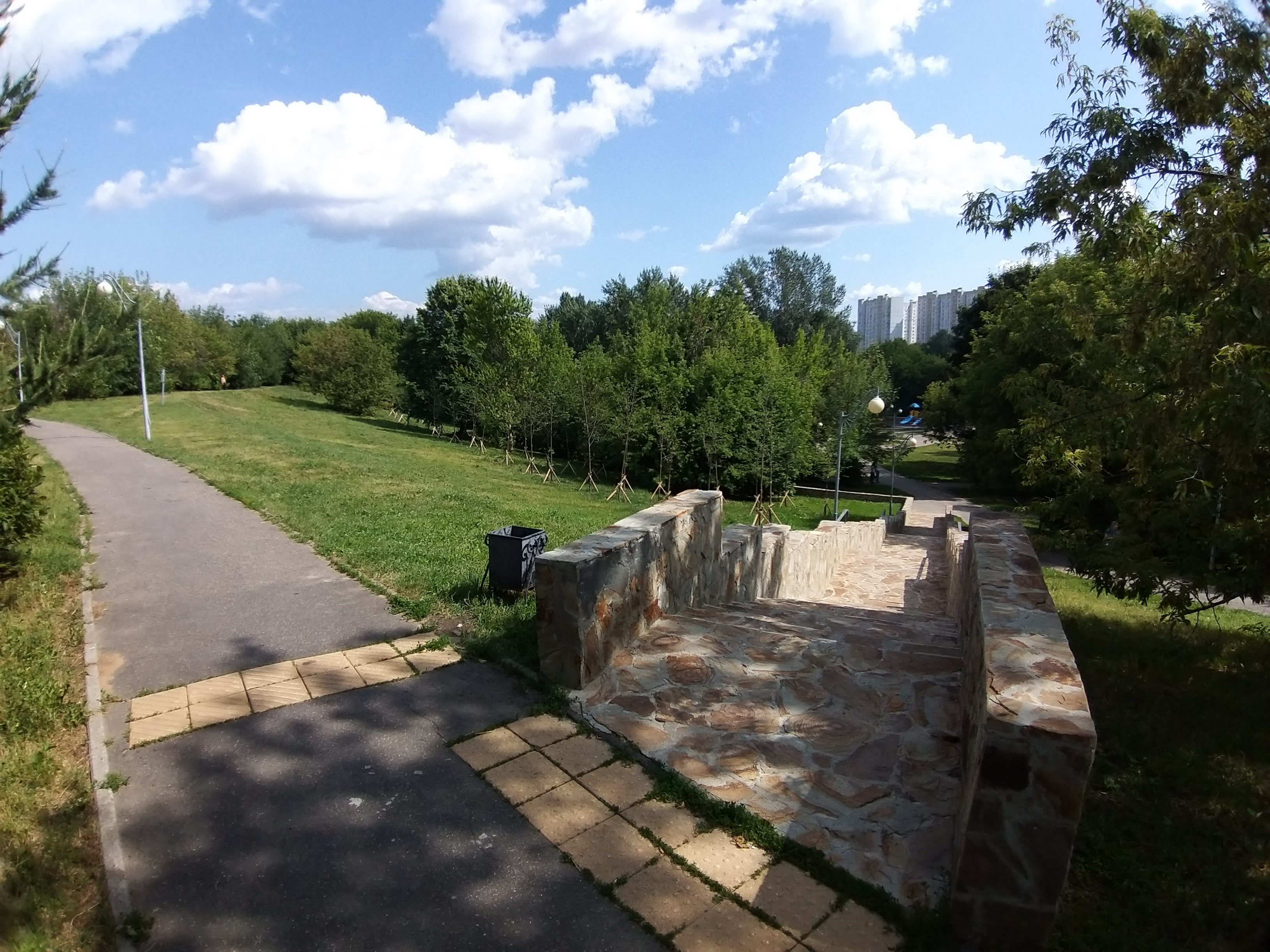
Лестница
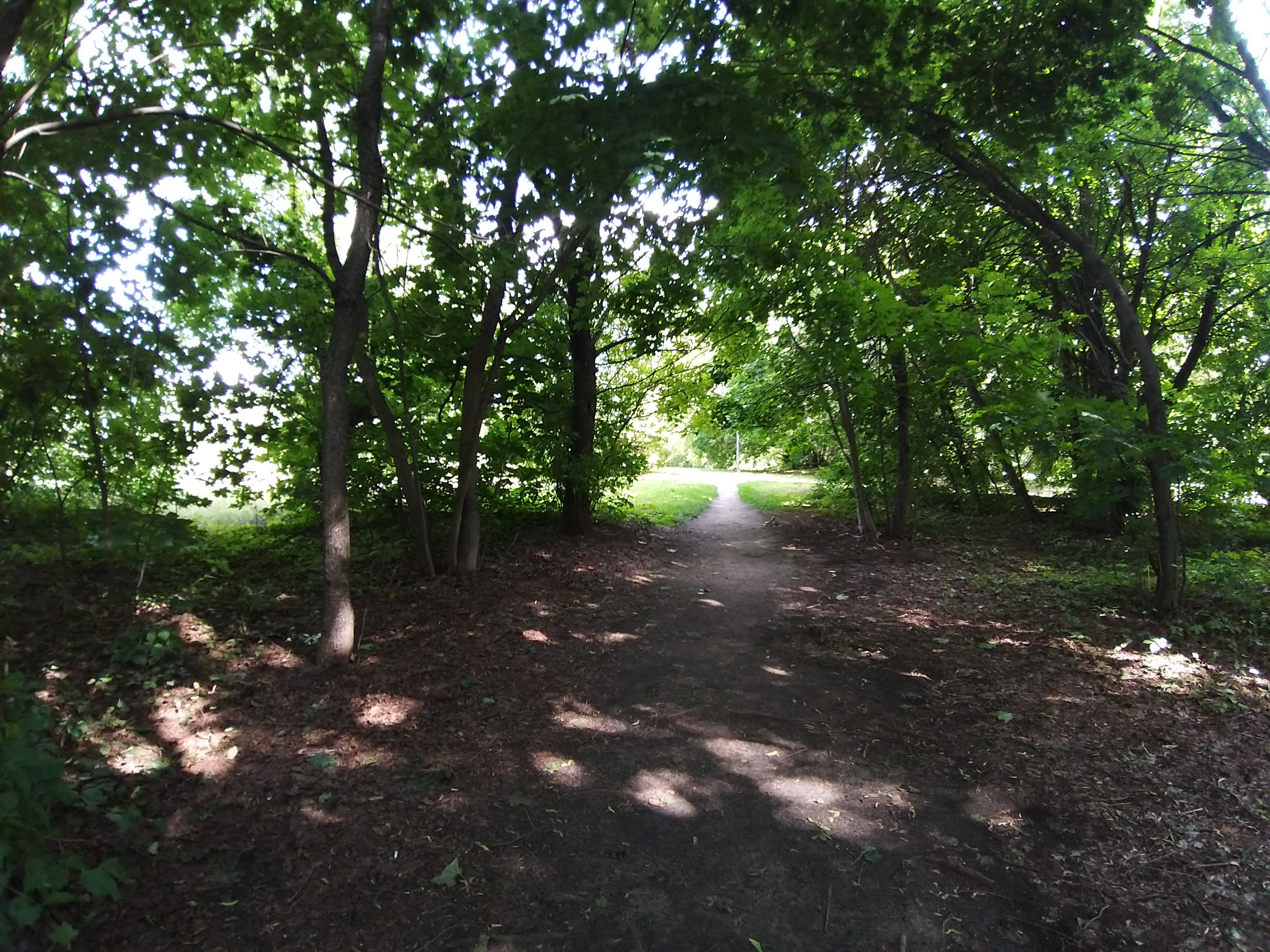
Тропы
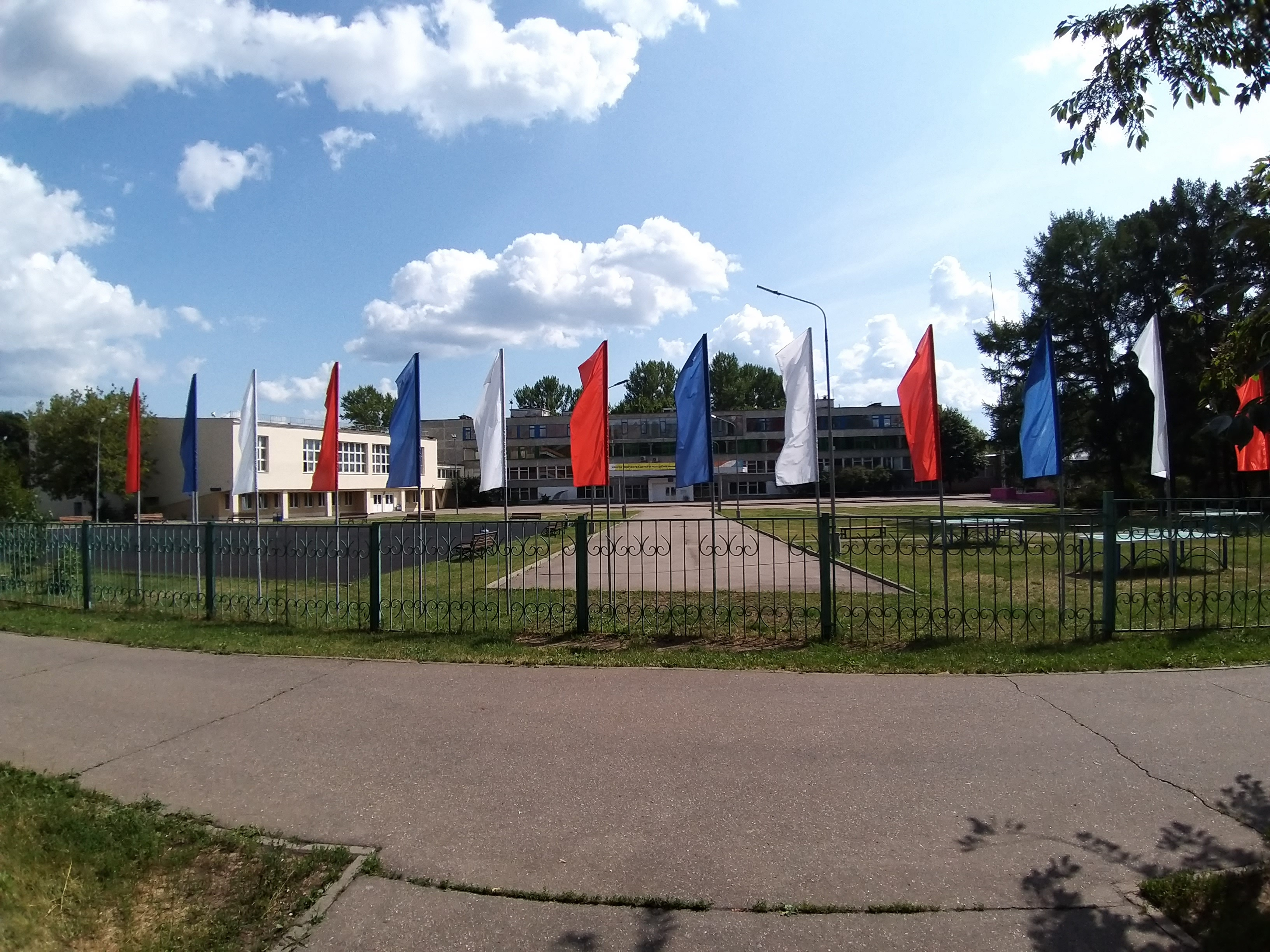
Дворец творчества детей и молодёжи
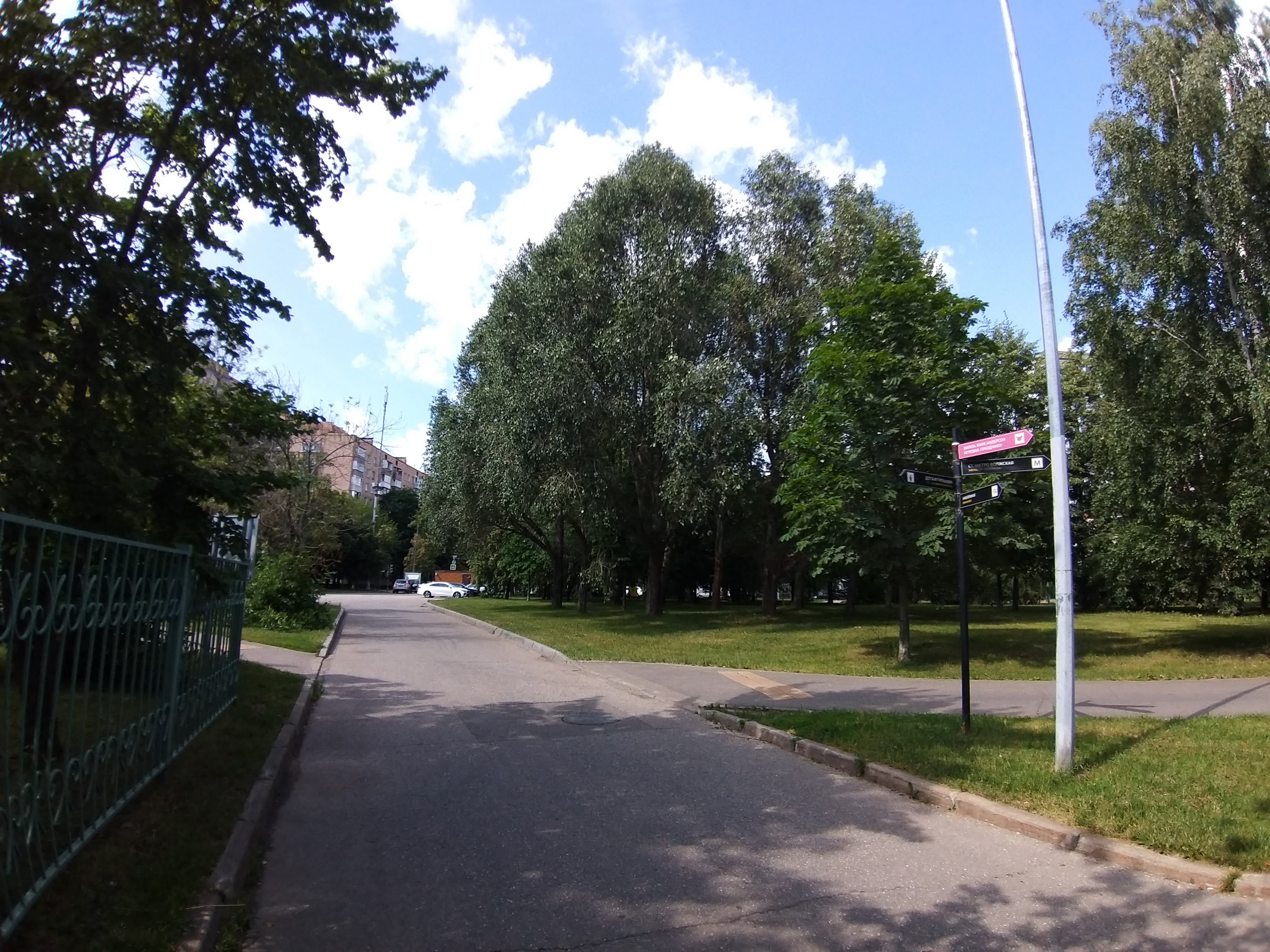
Аллея к выходу на ул. Шкулёва
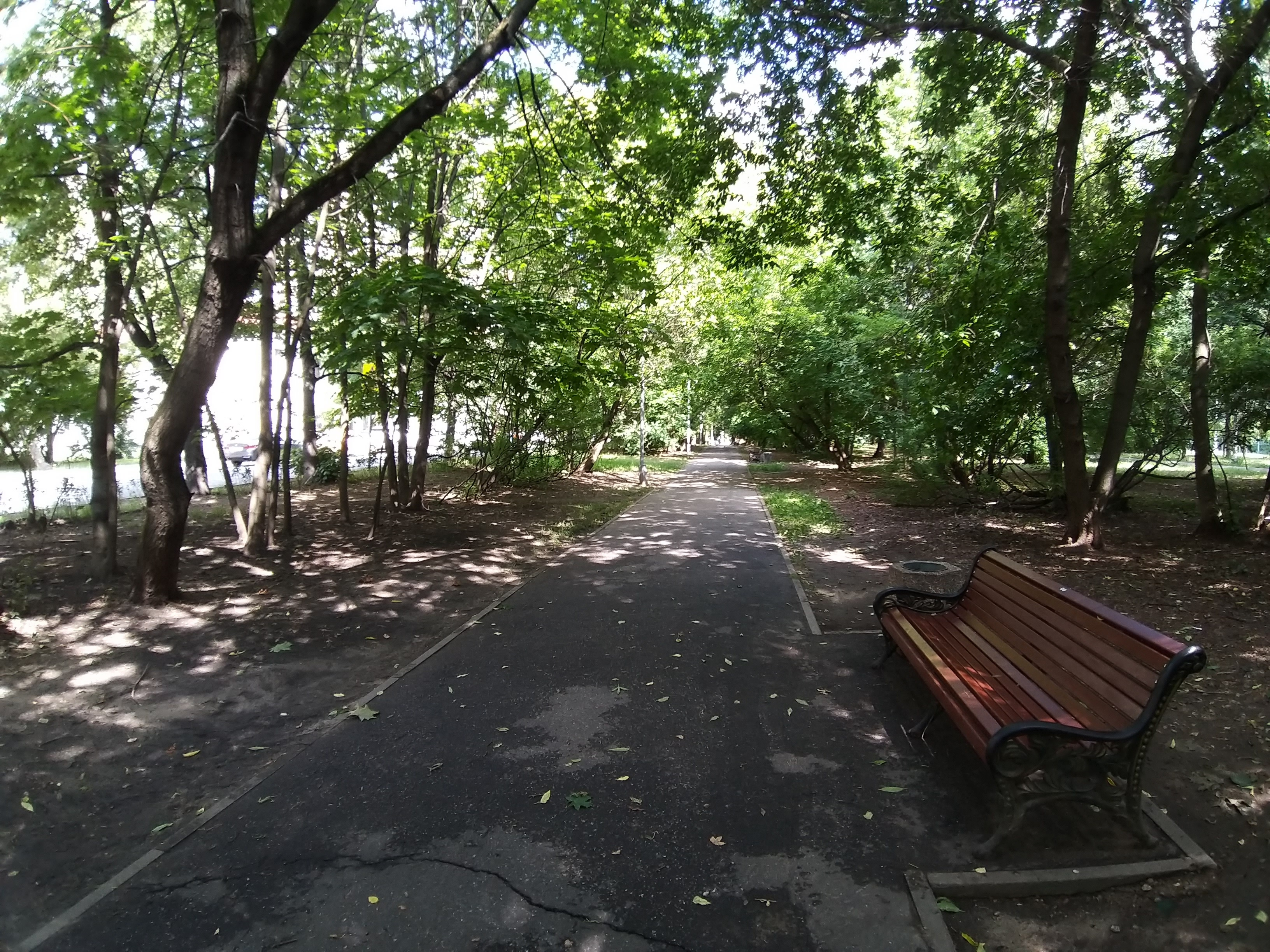
Аллея со стороны ул. Шкулёва
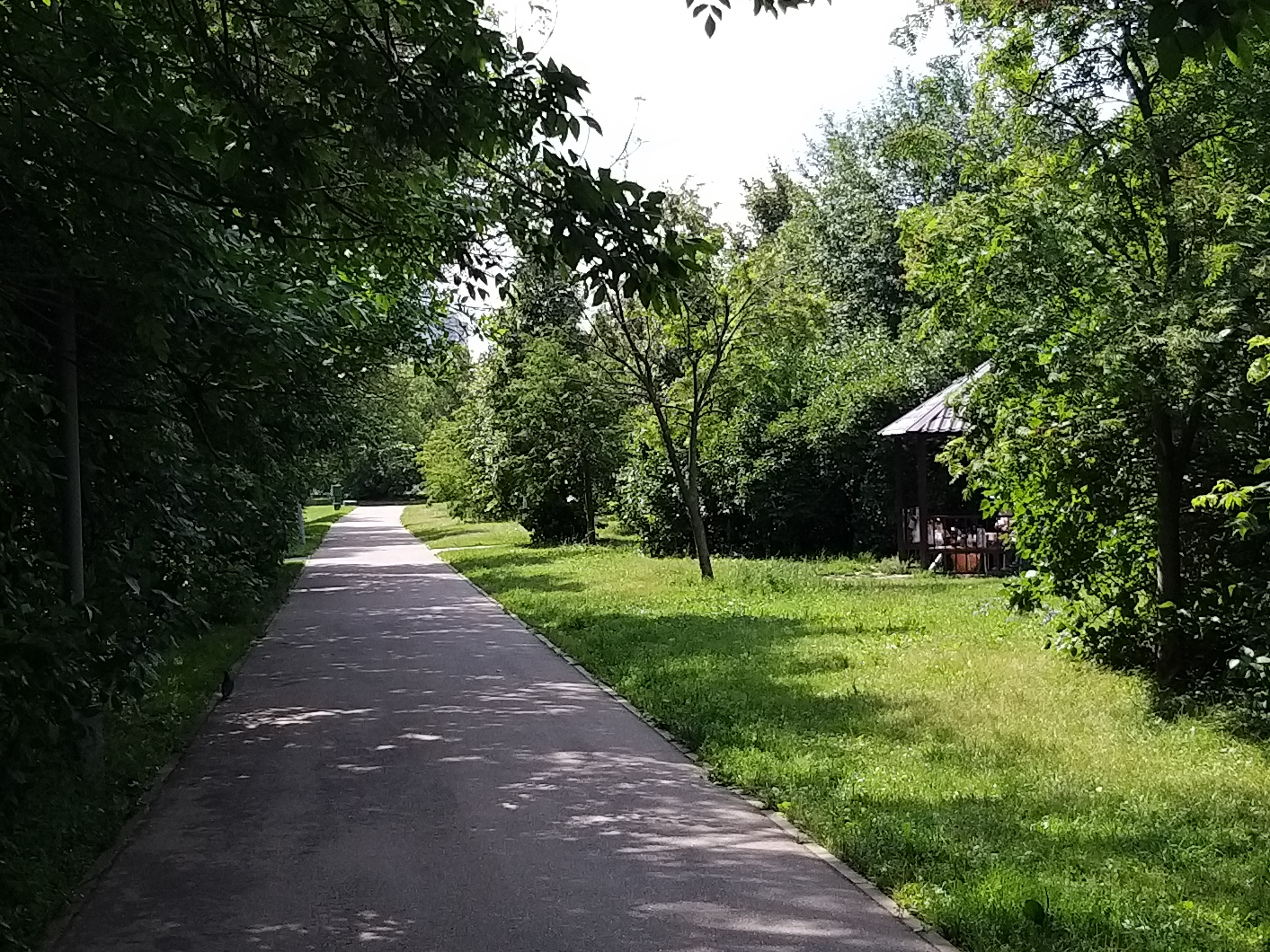
Аллеи и беседка
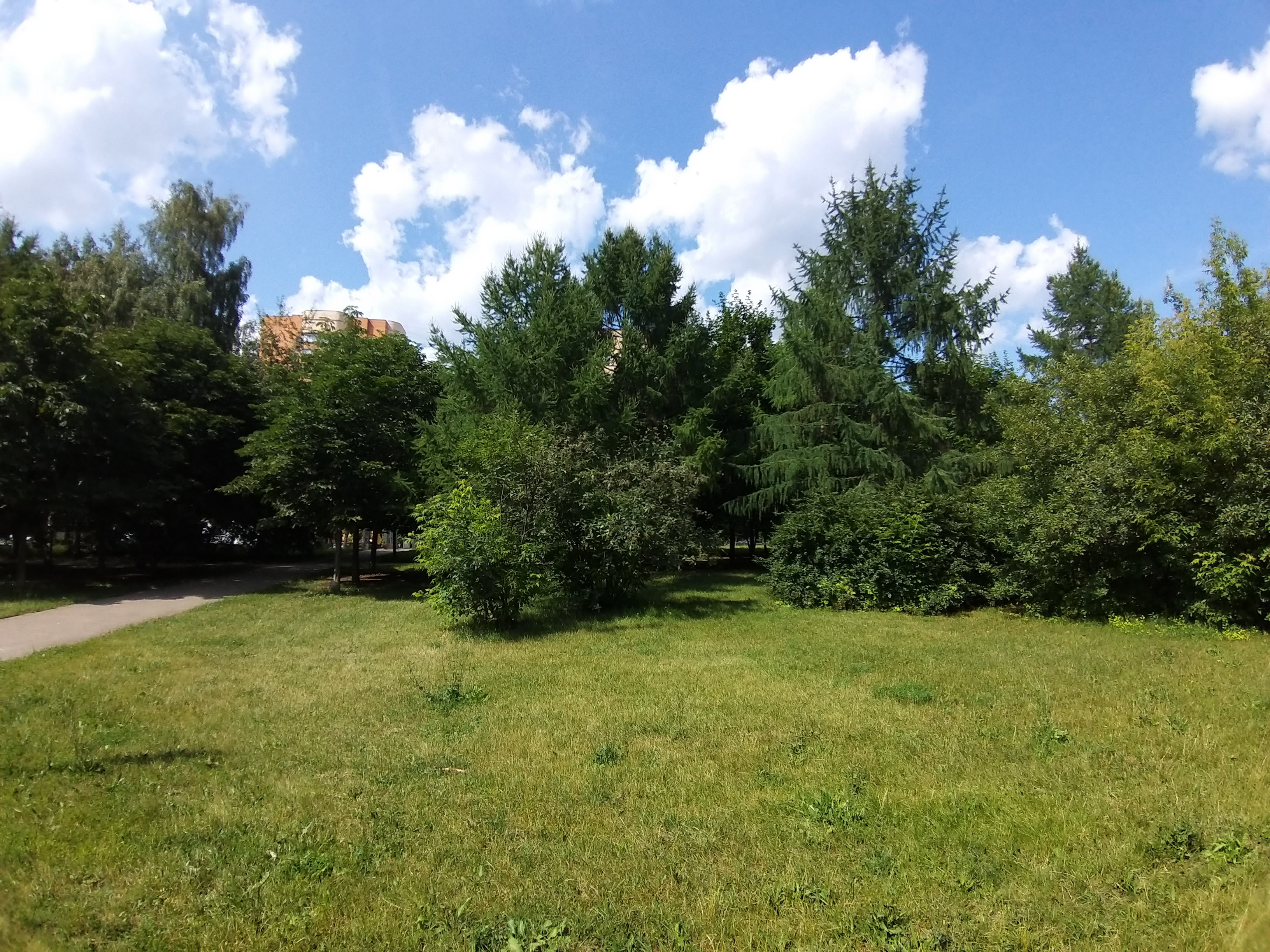
Флора
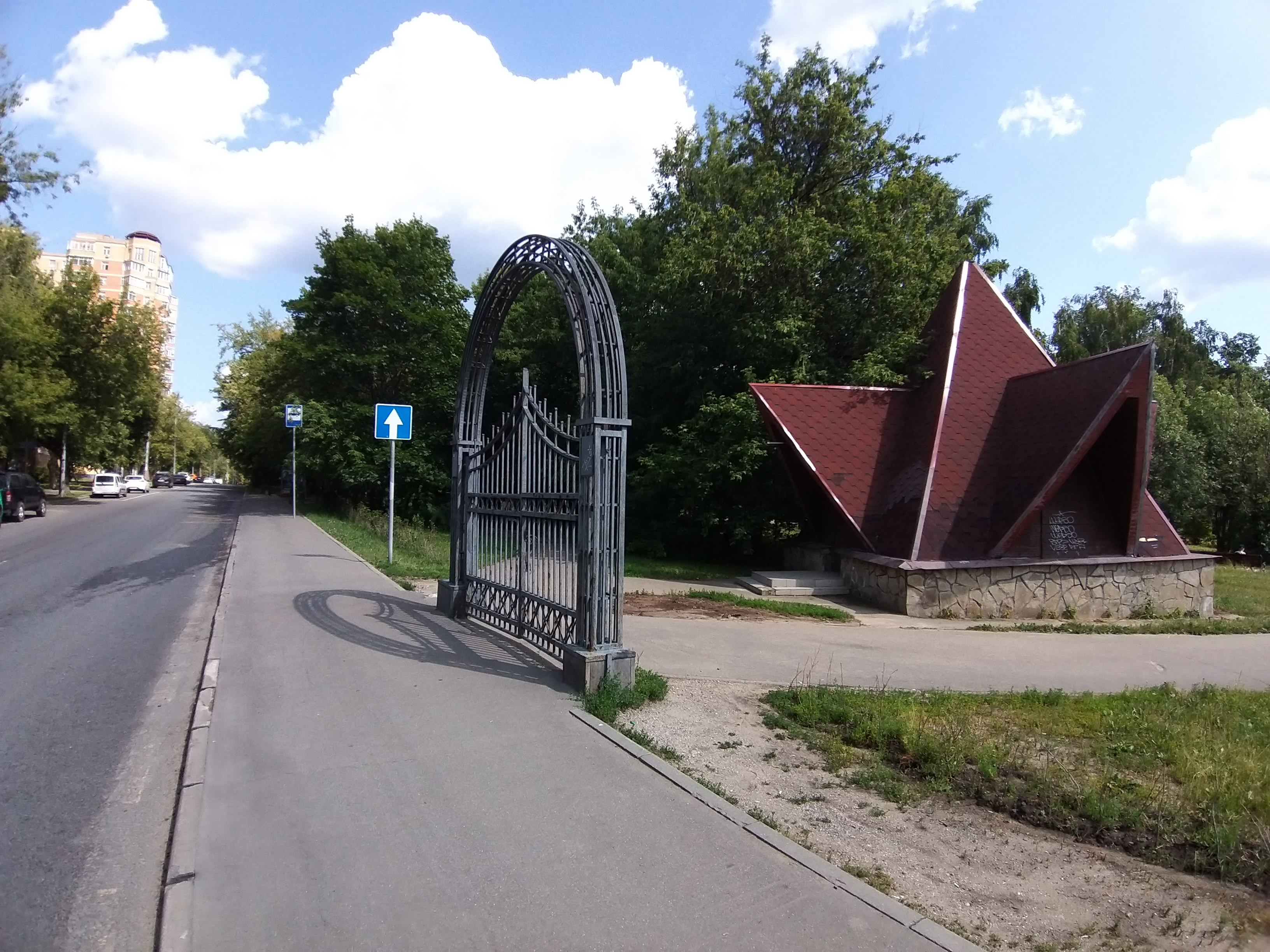
Вход со стороны ул. Шкулёва
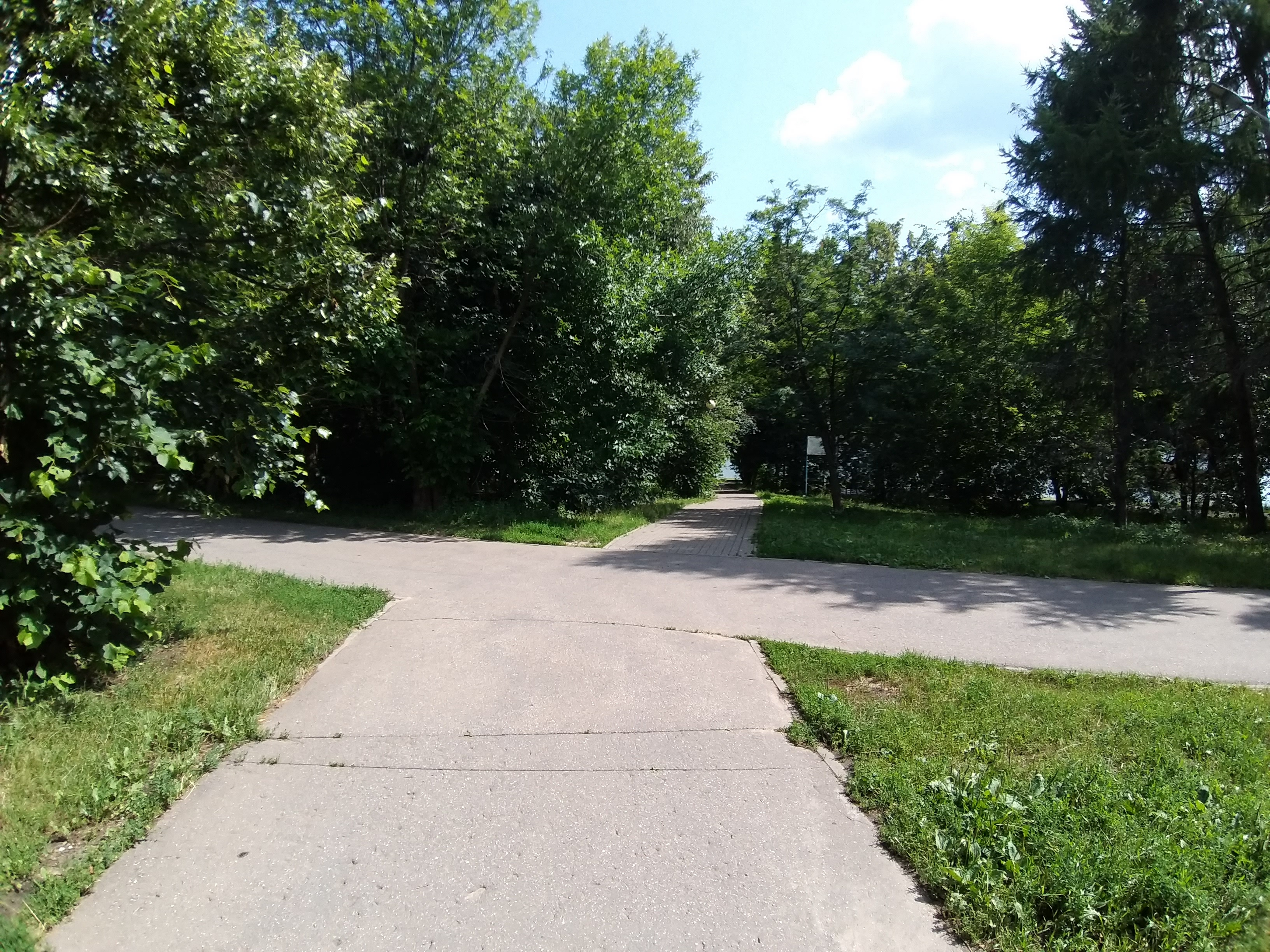
Аллеи
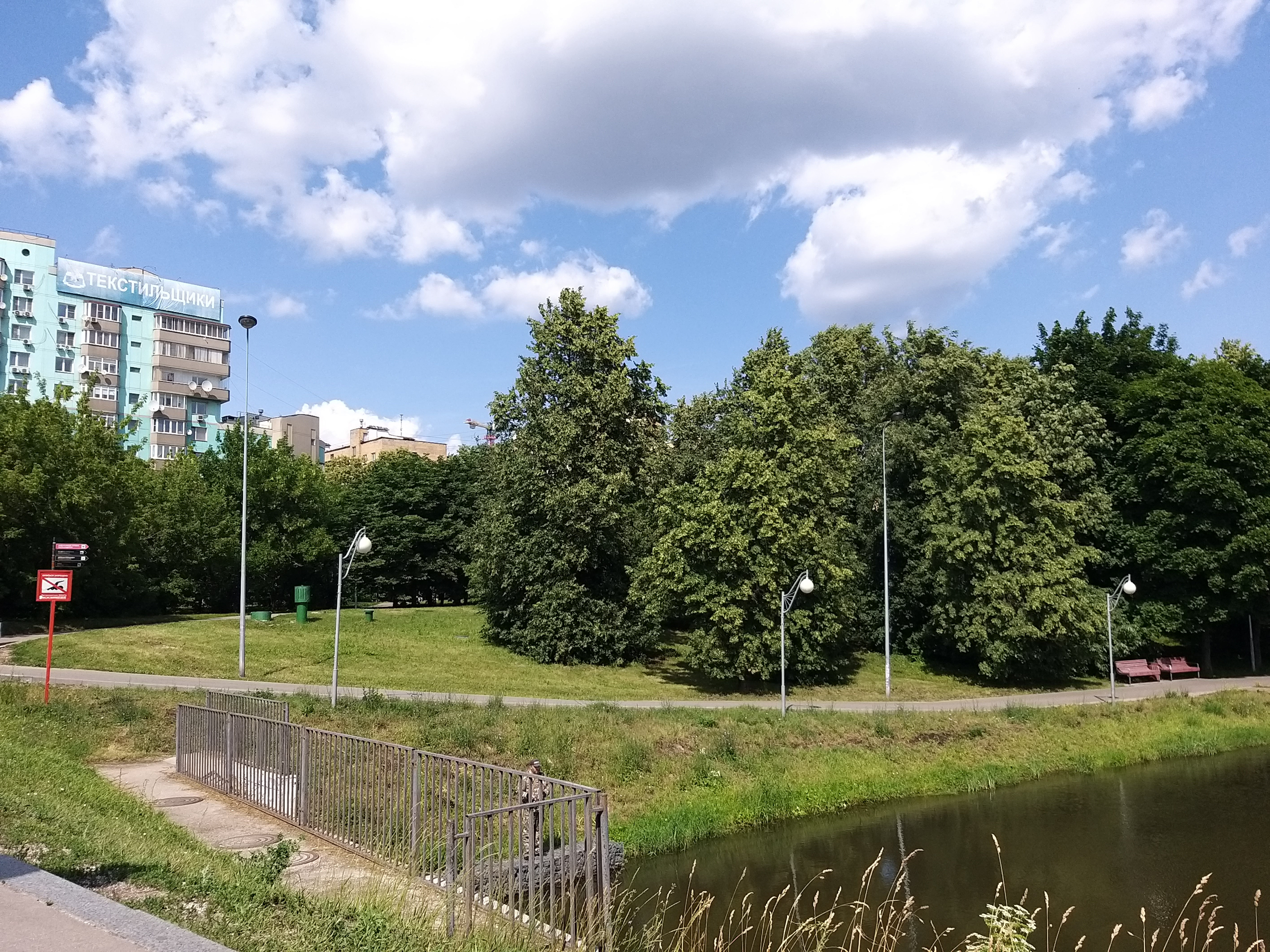
Вид с ул. Люблинская
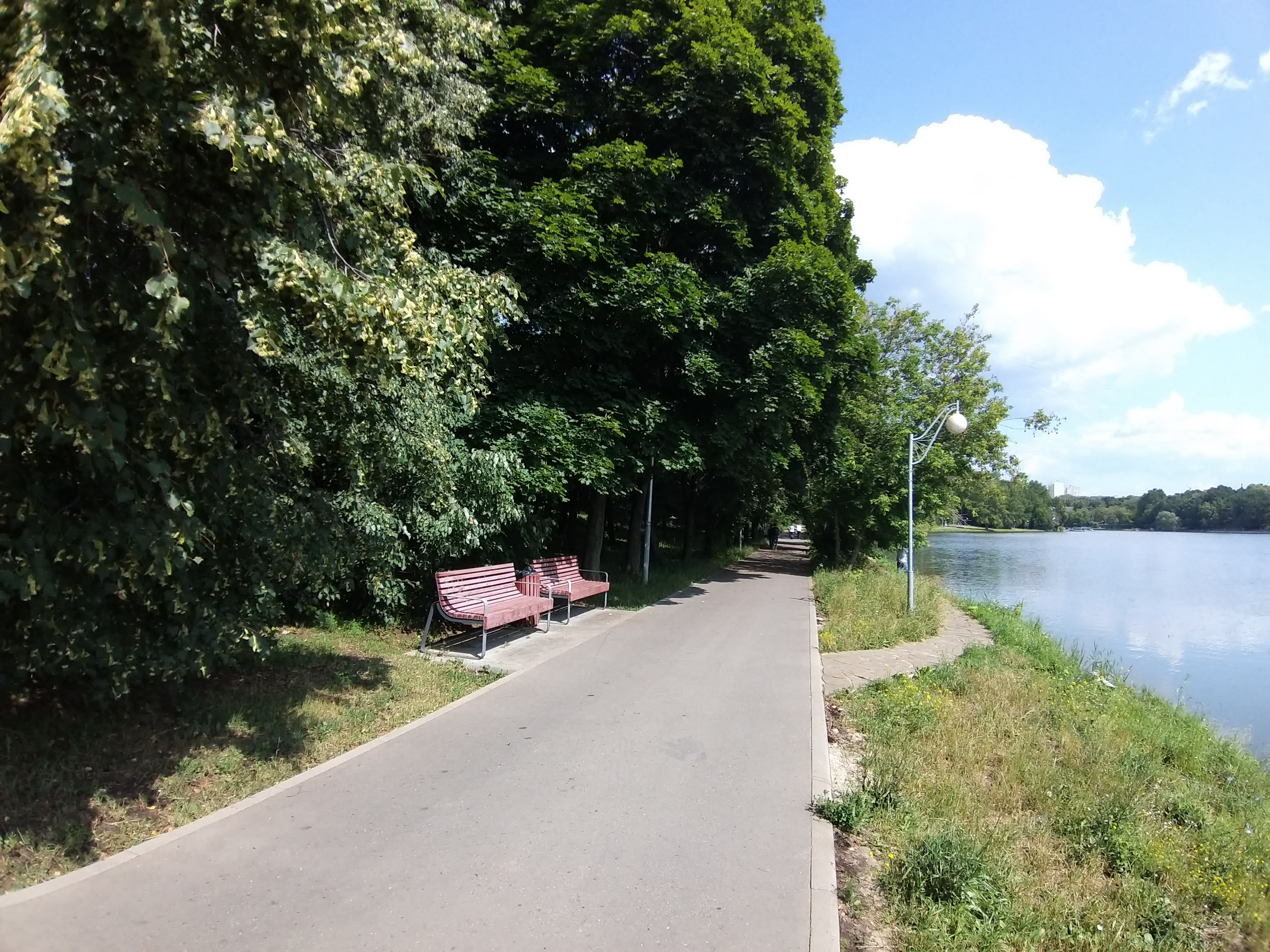
Набережная
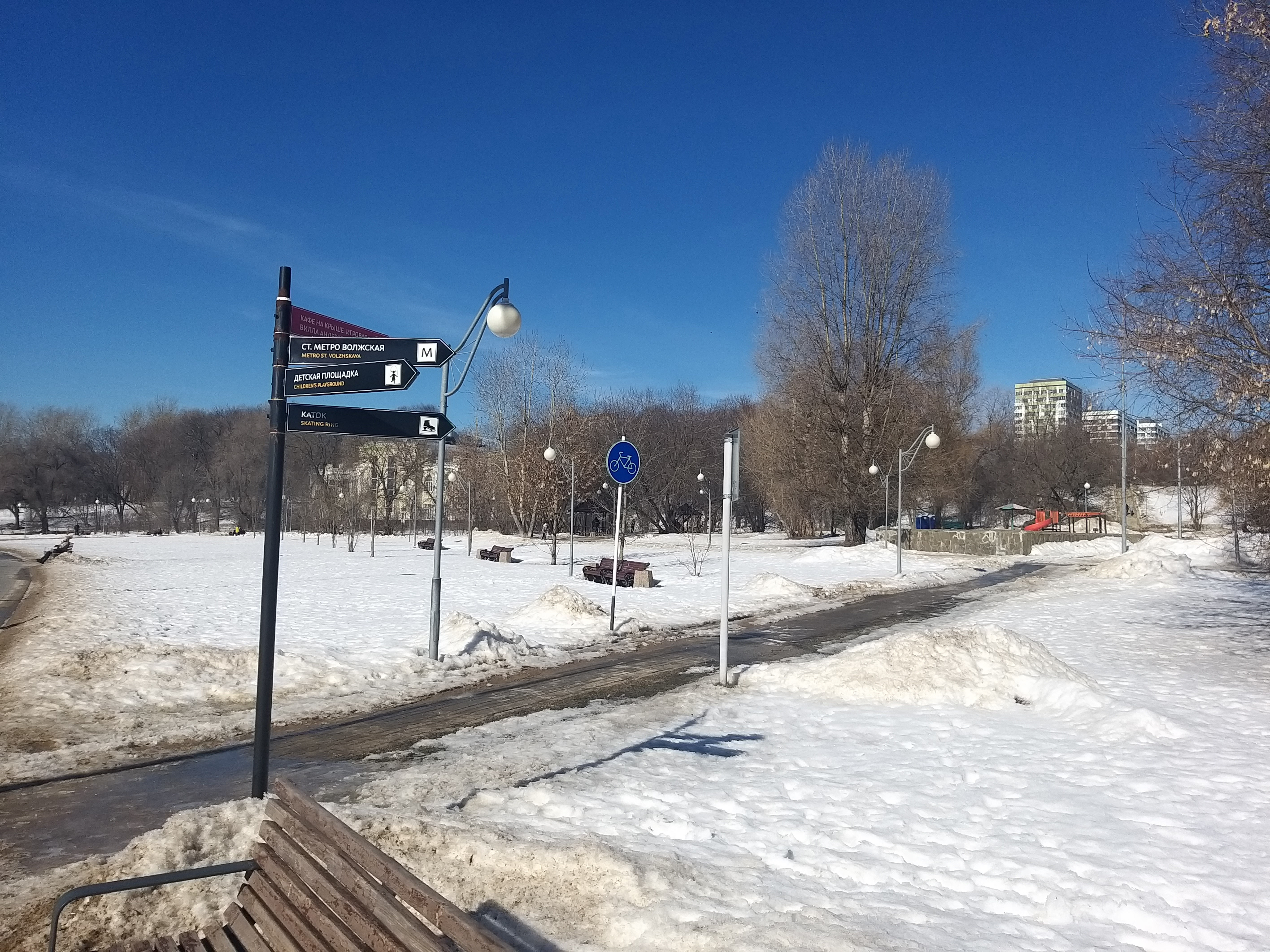
Парк зимой
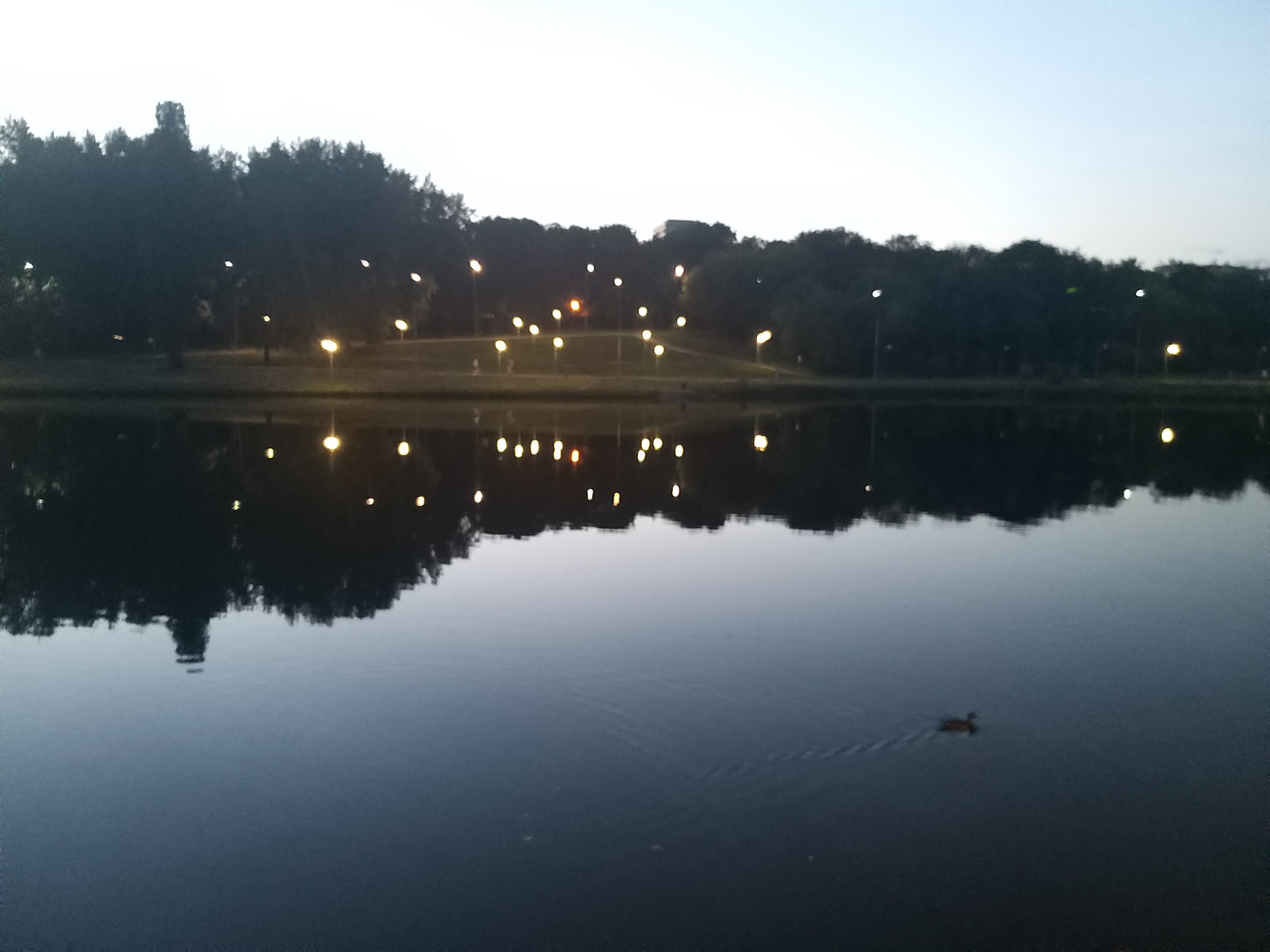
вид на парк через Люблинский пруд
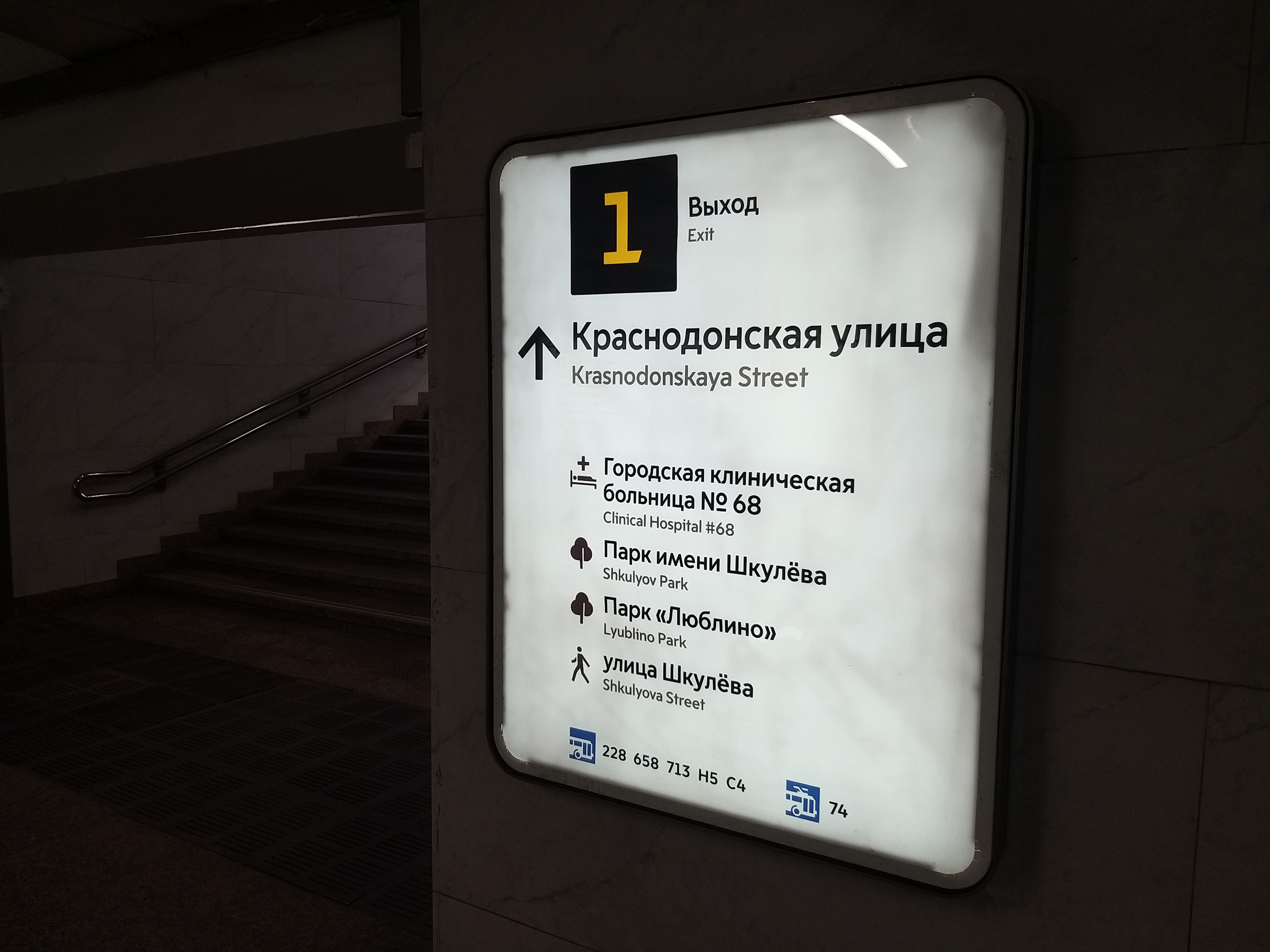
Указатель в ст. метро "Волжская"
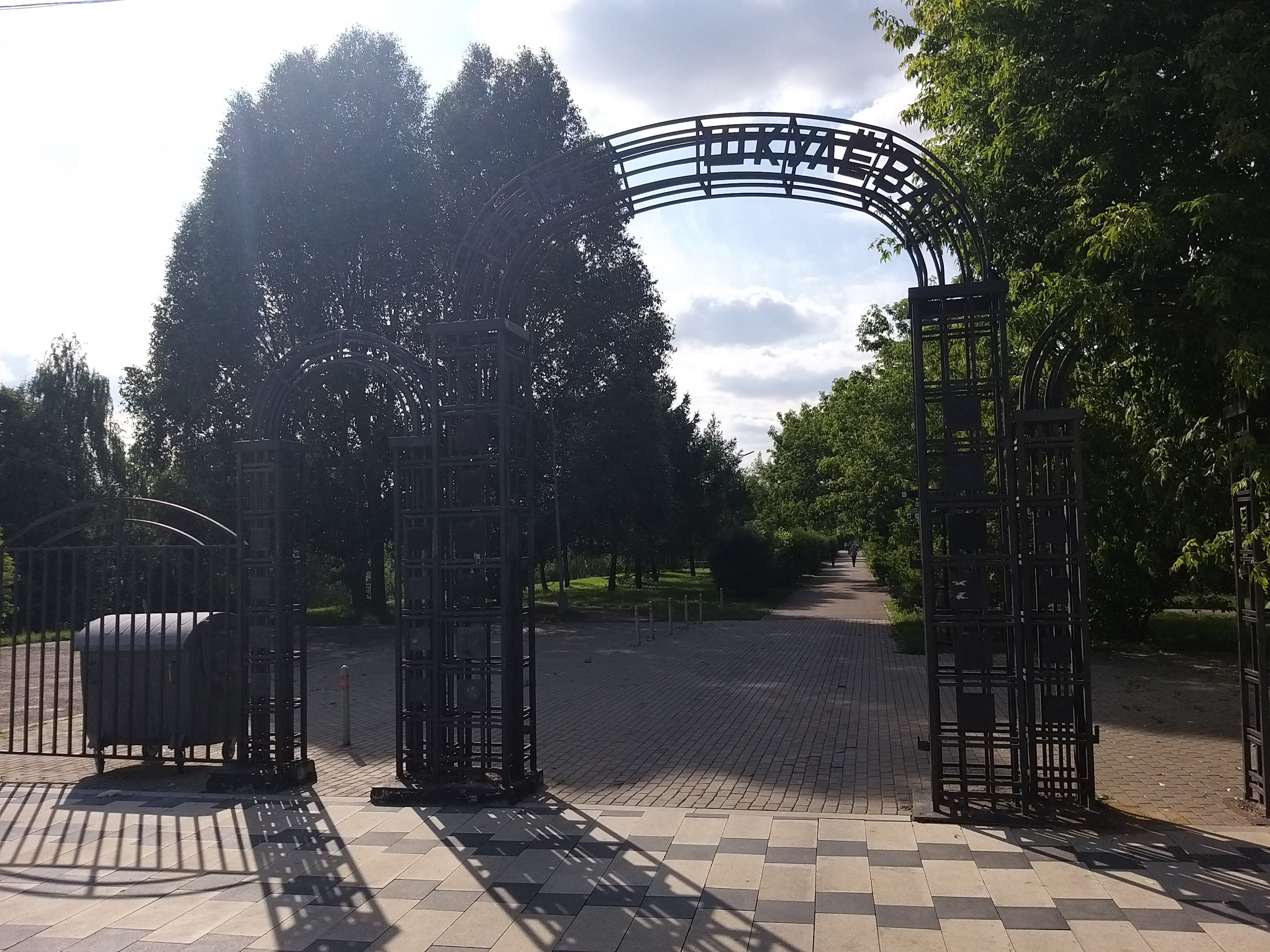
Вход